# 서북우회도로
천안시 국도대체우회도로는 충청남도 천안시 서북구 성거읍 성거 교차로와 업성동 업성동삼거리를 잇는 충청남도 천안시의 도로이다.

## 연혁
- 2024년 9월 5일 : 성거 교차로 ~ 업성동삼거리 4.4 km 구간 개통

## 주요 경유지
충청남도
- 천안시 서북구 (성거읍 - 부성동)

## 노선
| 이름                      | 접속 노선                        | 소재지 | 소재지 | 소재지 | 비고 |
| ------------------------- | -------------------------------- | ------ | ------ | ------ | ---- |
| 성거 교차로               | 국가지원지방도 제23호선 (망향로) | 천안시 | 서북구 | 성거읍 |      |
| 송남교                    |                                  | 천안시 | 서북구 | 성거읍 |      |
| 성거교                    |                                  | 천안시 | 서북구 | 성거읍 |      |
| 한천교                    |                                  | 천안시 | 서북구 | 성거읍 |      |
| 문덕 교차로 (문덕교)      | 천안시도 제7호선 (석문길)        | 천안시 | 서북구 | 성거읍 |      |
| (생태터널)                |                                  | 천안시 | 서북구 | 성거읍 |      |
| 소우 교차로 (소우교)      | 소우문덕길                       | 천안시 | 서북구 | 성거읍 |      |
| 신당 교차로 (신당교)      | 천일고2길                        | 천안시 | 서북구 | 성거읍 |      |
| 업성동삼거리 (서북고가교) | 국도 제1호선 (천안대로)          | 천안시 | 서북구 | 부성동 |      |
| 번영로와 직결             |                                  |        |        |        |      |